# Charles Beck Hornby
Charles Beck Hornby (Bengaluru, 1883. február 7. – Hexham, 1949. január 10.) angol katonatiszt volt, aki azzal vált híressé, hogy brit részről megölte az első német katonát.

## Élete
Indiában született, apja John Frederick Hornby, anyja Mary Ellen Beck volt. Apja a 12-es ulánusok ezredese volt. Hornby 1901. május 8-án csatlakozott a 4. dragonyosgárdához. 1903-ban hadnaggyá, 1909-ben századossá léptették elő. 1911. január és 1914. január között ezredadjutánsként szolgált. A világháború kitörésekor Hornby a C század parancsnokhelyettese volt.
1914. augusztus 22-én lovasrohamot vezetett német ulánusok ellen a belgiumi Casteau közelében. Egy németet megölt a kardjával, így ő lett az első brit, aki végzett egy ellenséges katonával a háborúban. Ugyanebben az összecsapásban adta le az első brit puskalövést a nyugati fronton Edward Thomas. Hornby megkapta a Kiváló Szolgálatért Érdemrendet (Distinguished Service Order), és őrnagyként szerelt le. Egy lánya született, Gabrielle Patricia Hornby.